# Shadow Bluff
Das Shadow Bluff ist eine Felsenklippe in den Admiralitätsbergen im ostantarktischen Viktorialand, die westlich der McGregor Range an der Mündung des Leander-Gletschers in den Tucker-Gletscher aufragt.
Ihr charakteristischer und namensgebender Schattenwurf dient als Landmarke für die Besteigung des Tucker-Gletschers. Benannt wurde sie von Teilnehmern einer von 1957 bis 1958 durchgeführten Kampagne der New Zealand Geological Survey Antarctic Expedition.